# Apame (Gattin des Pharnabazos)
Apame (auch Apama, altgriechisch Ἀπάμα) war eine am Ende des 5. und Beginn des 4. Jahrhunderts v. Chr. lebende, der Dynastie der Achämeniden entstammende persische Adlige.
Sie war eine Tochter des persischen Großkönigs Artaxerxes II. und wurde von ihrem Vater um 388 v. Chr. mit Pharnabazos, dem Satrapen Phrygiens, verheiratet. Ihr Sohn Artabazos wurde ein wichtiger persischer Vertrauensmann Alexanders des Großen.